# Mikael Salomon
Mikael Salomon (Copenaghen, 24 febbraio 1945) è un regista e direttore della fotografia danese.
Tra i suoi film si ricordano: The Abyss, Always - Per sempre, Aracnofobia, Fuoco assassino, Cuori ribelli, Sulle orme del vento, Pioggia infernale, Aftershock - Terremoto a New York, L'altra dimensione, Andromeda e Coma. Ha anche diretto alcuni episodi di serie televisive tra cui The Agency, Alias, The Company, Camelot e la miniserie Andromeda.

## Filmografia parziale

### Regista
- Pioggia infernale (Hard Rain) (1998)
- Laguna blu - Il risveglio (Blue Lagoon: The Awakening) – film TV (2012)